# Гора Аскрийская

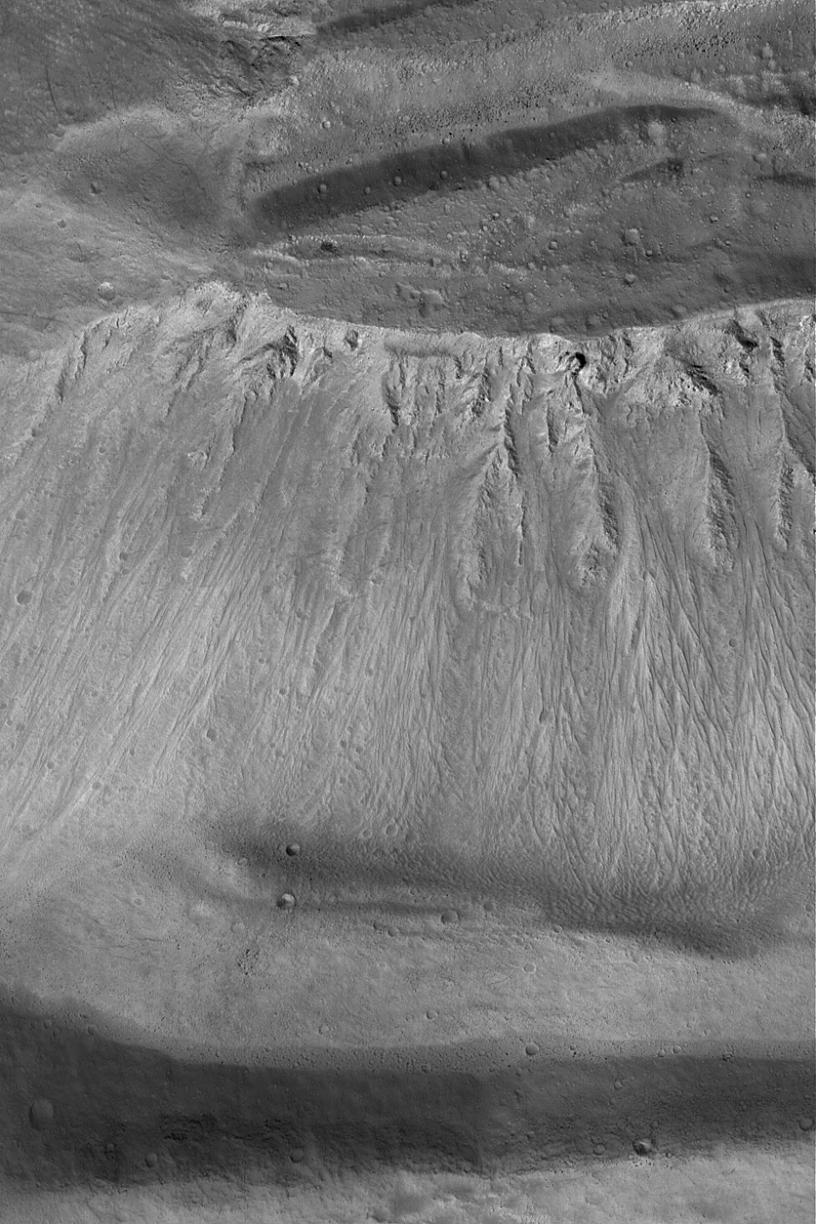
Фото: NASA/JPL/Malin Space Science Systems

Гора Аскрийская (лат. Ascraeus Mons) — потухший вулкан на Марсе, расположенный в провинции Фарсида, рядом с марсианским экватором. Самый северный из трёх вулканов этой области. К югу от него находится гора Павлина, ещё южнее — гора Арсия. Высочайшая гора в Солнечной системе, Олимп, находится к северо-западу.
Гора Аскрийская считается одним из самых высоких вулканов на Марсе. Его вершина находится на высоте около 18 км над средним уровнем поверхности Марса, атмосферное давление на такой высоте составляет менее 0,8 мБар (80 Па). Вулкан имеет 460 км в диаметре, он был сформирован относительно недавними извержениями жидкой лавы.